# 丹羽雄哉
丹羽雄哉（日语：／ Niwa Yuya，1944年4月20日—），日本政治家，生于茨城县新治郡玉里村（现小美玉市）。自民党籍前众议院议员。曾任厚生大臣、自民党总务会长等职。父亲为担当过运输大臣、众议院议员的丹羽喬四郎。

## 略歷
- 庆应义塾大学法学部毕业。
- 读卖新闻政治部记者。
- 1979年至2005年连续10次当选众议员。
- 1992年至1993年、1999年至2000年两次出任厚生大臣。
- 2006年至2007年任自民党总务会长。
- 2009年在众议院大选中落选[1]。
- 2012年众议院选举再度当选。
- 2017年放弃参加众议院选举，宣布从政界退休[2]。

## 荣誉

### 日本勋章奖章
- 旭日大绶章（2018年4月29日公布[3]）

## 外部連結
- （日語） 丹羽雄哉（にわゆうや）オフィシャルホームページ